# Playa de Son Bou
Playa de Son Bou är en strand i Spanien.   Den ligger i regionen Balearerna, i den östra delen av landet, 700 km öster om huvudstaden Madrid. Playa de Son Bou ligger på ön Menorca.